# Mariano Marchetti
Mariano Marchetti (Bassano del Grappa, 20 febbraio 1960) è un ex calciatore italiano, di ruolo centrocampista.

## Carriera
È cresciuto nella Juventus con cui ha giocato 2 partite di Coppa Italia nella stagione 1977-1978.
Nella stagione 1982-1983 ha militato in Serie A con la maglia del Cagliari. Esordisce in Serie A in Udinese-Cagliari (1-1) segnando il suo unico gol in massima serie.
Nella stagione 1987-1988 raggiunge col Palermo la finale di Coppa Italia Serie C, persa nel doppio confronto col Monza, giocando entrambe le sfide.

## Palmarès

### Club

#### Competizioni nazionali
- Campionato italiano: 1

Juventus: 1977-1978
- Serie C2: 1

Palermo: 1987-1988